# Jane Hawking
Jane Beryl Wilde Hawking Jones, född den 29 mars 1944 i St Albans, Storbritannien, är en brittisk författare och var Stephen Hawkings första fru.
Hon träffade Stephen Hawking 1962, varefter de förlovade sig 1964 och gifte sig 1965. De fick tre barn tillsammans. Äktenskapet var till en början lyckligt, men präglades snart av de svårigheter som följde av att Stephen Hawking diagnostiserades med en neurodegenerativ sjukdom, amyotrofisk lateralskleros (ALS), som gjorde honom nästan helt förlamad. Till följd av de påfrestningar detta innebar, led Hawking länge av depression under äktenskapet. De skilde sig 1995, varefter Hawking 1997 gifte sig med den nära vännen Jonathan Hellyer Jones, som hjälpt familjen under makens sjukdomstid.
Hawking har en doktorsexamen (Ph.D.) i medeltida spansk poesi och var tidigare verksam som lektor i moderna språk.
Jane Hawking har skrivit flera berömda böcker, bland andra Music to Move the Stars, Silent Music, Cry to Dream Again (2018) och självbiografin Travelling to Infinity (2007). Den sistnämnda blev grunden till filmen The Theory of Everything (2014), som speglar hennes och Stephen Hawkings äktenskap.